# Gyula Horn
Pour les articles homonymes, voir Horn.
Dans le nom hongrois Horn Gyula, le nom de famille précède le prénom, mais cet article utilise l’ordre habituel en français Gyula Horn, où le prénom précède le nom.
Gyula Horn est un homme d'État hongrois, né le 5 juillet 1932 à Budapest et mort le 19 juin 2013 dans la même ville, connu pour être « celui qui a déchiré le Rideau de fer ».

## Études
Horn est né à Budapest en 1932 en tant que troisième enfant de Géza Horn, ouvrier des transports, d'origine juive et d'Anna Csörnyei, ouvrière d'usine. La famille vit dans des conditions de pauvreté dans le domaine dit "Barrack" entre Nagyicce et Sashalom. Les époux ont sept garçons. Après l'occupation allemande de la Hongrie, son père est enlevé par la Gestapo en 1944 en raison des activités communistes et n'est jamais rentré chez lui. 
Gyula Horn fit des études techniques en Hongrie puis fut diplômé de l'université de Rostov-sur-le-Don en économie et en finances en 1954. Il termine l'académie politique du Parti socialiste ouvrier hongrois (MSZMP) en 1970. Il obtient un doctorat en sciences économiques en 1977.

## Carrière
En 1954, Horn rejoint le Parti communiste hongrois, alors appelé Parti des travailleurs hongrois (MDP). En novembre 1956, il aide à réorganiser le MDP en Parti socialiste ouvrier hongrois (MSZMP), qui, sous la direction de János Kádár, a écrasé la révolution hongroise de 1956 qui s'était élevée contre l'occupation soviétique et le régime communiste.
Fonctionnaire au ministère des Finances de 1954 à 1959 sous le régime communiste hongrois, Gyula Horn passe au ministère des Affaires étrangères en 1959, travaille aux ambassades de Yougoslavie et de Bulgarie pour finalement arriver à la tête du ministère en 1983 puis comme secrétaire d'État en 1986 et enfin ministre des Affaires étrangères en 1989 dans le gouvernement de Miklós Németh.
Le 27 juin 1989, il « ouvre » le rideau de fer avec son homologue autrichien Alois Mock, en coupant les barbelés à la frontière entre les deux pays. C'est aussi lui qui déclare le 11 septembre 1989 que les autorités hongroises laisseront passer à la frontière tous les citoyens d'Allemagne de l'Est que l'Autriche accepte d'accueillir sans visa. Cette ouverture de la frontière a alors un rôle déterminant dans la chute du régime est-allemand et la réunification allemande. En tant que ministre des Affaires étrangères, c'est également lui qui prépare, puis signe en mars 1990, l'accord de retrait de Hongrie des troupes soviétiques. En 1990, il est lauréat du Prix International Charlemagne.
Il est l'un des fondateurs du MSZP en 1989 pour en devenir le président en 1990.
Il est Premier ministre de 1994 à 1998 après la victoire des socialistes du MSZP aux élections législatives.
Il meurt le 19 juin 2013 des suites d'une longue maladie,. Son épouse Anna est morte en 2024.

## Son rôle en 1956
Bien que le programme d'austérité budgétaire sous son gouvernement ait fortement érodé sa popularité, la partie la plus controversée de sa vie est son rôle après la révolution de 1956, qui a débuté le 23 octobre et a été écrasée dans les jours qui ont suivi le 4 novembre.
À la fin du mois d'octobre 1956, il a rejoint la Garde nationale, le corps armé de la révolution composé de soldats, de policiers et de combattants favorables au régime communiste. En décembre, il rejoint les brigades « pufajkás » (en allemand Steppjackenbrigade), un corps paramilitaire communiste mis en place pour aider les troupes soviétiques d'invasion à restaurer le régime communiste. Il y servit jusqu'en juin 1957. Son rôle présumé est controversé dans certains cercles parce que ces escouades ont été accusées d'avoir participé à la torture, au harcèlement et même à l'exécution de civils pendant et après le soulèvement.
Le rôle précis de Horn dans l'écrasement de la révolution n'est pas clair car les rapports de sa brigade comportent des lacunes ; cependant, en 1957, il reçut le prix « Pour le pouvoir ouvrier-paysan », qui n'était décerné qu'à ceux dont les services procuraient satisfaction. Quand des décennies plus tard, déjà en tant que Premier ministre, il fut interrogé et critiqué sur cette partie de sa vie, il répondit seulement : « J'étais un pufajkás. Et alors? »